# Listă de fotografi - M
|  | Listă de fotografi - M \| Liste alfabetice de fotografi A - Ă - Â - B - C - D - E - F - G - H - I - Î - J - K - L - M - N - O - P - Q - R - S - Ș - T - Ț - U - V - W - X - Y - Z - |

## Fotografi - M
| - MacMillan, Iain - McDaris, Glynnis - Maeda, Genzō - Maeda, Shinzo - Mahlon - Maier, Vivian - Mann, Sally - Mapplethorpe, Robert - Martin, Spider - Mark, Mary Ellen - Mark, Oliver - Matheisl, Willy - Matta-Clark, Gordon - Maudsley, Alfred - Mayne, Roger - McBride, Will | - McCartney, Linda - McCurry, Steve - McCullin, Don - McKean, Dave - McPhee, Laura - Meatyard, Ralph Eugen - Meisel, Steven - Meiselas, Susan - Meyerowitz, Joel - Miller, Lee - Misrach, Richard - Model Lisette - Modotti, Tina - Moholy-Nagy, László - Mondino, Jean-Baptiste | - Charles Moore - Moore, Raymond - Moos, Julie - Morath, Inge - Morell, Abelardo - Morgan, Barbara - Moriyama, Daido - Morris, Wright - Mullan, Kyle - Muray, Nickolas - Muniz, Vik - Muybridge, Eadweard - Mydans, Carl |  |